# Mariotte (cràter)
Mariotte és un cràter d'impacte allargat que s'hi troba a la cara oculta de la Lluna. Es localitza amb el sistema de coordenades planetocèntriques a -27.36 ° latitud N i -138.07 ° longitud E, al voltant d'un diàmetre de distància al sud-oest del cràter Das, més petit. Al sud-est de Mariotte es troba el gran cràter Txebixev. El cràter fa 70.27 km de diàmetre i el nom va ser adoptar per la UAI l'any 1970 en honor d'Edme Mariotte.
El cràter és més llarg cap al sud-est en aproximadament un quilòmetre i mig, donant a aquesta element un contorn amb forma oval. La vora exterior es manté esmolada i poc erosionat. El sòl interior és irregular, particularment cap a l'extrem sud-est.

## Cràters satèl·lit
Per convenció aquests elements són identificats en els mapes lunars posant la lletra en el costat del punt central del cràter que està més proper a Mariotte.
|          | \| Mariotte \| Coordenades \| Diàmetre \| \| -------- \| -------------------------------------- \| -------- \| \| P \| 29° 54′ S, 139° 42′ O / 29.9°S,139.7°O \| 30 km \| \| R \| 30° 06′ S, 141° 36′ O / 30.1°S,141.6°O \| 33 km \| \| U \| 27° 54′ S, 142° 48′ O / 27.9°S,142.8°O \| 34 km \| \| X \| 25° 18′ S, 140° 00′ O / 25.3°S,140.0°O \| 20 km \| \| Z \| 22° 54′ S, 139° 00′ O / 22.9°S,139.0°O \| 47 km \| |          |
| Mariotte | Coordenades | Diàmetre |
| P        | 29° 54′ S, 139° 42′ O / 29.9°S,139.7°O | 30 km    |
| R        | 30° 06′ S, 141° 36′ O / 30.1°S,141.6°O | 33 km    |
| U        | 27° 54′ S, 142° 48′ O / 27.9°S,142.8°O | 34 km    |
| X        | 25° 18′ S, 140° 00′ O / 25.3°S,140.0°O | 20 km    |
| Z        | 22° 54′ S, 139° 00′ O / 22.9°S,139.0°O | 47 km    |

El cràter Mariotte Y va ser reanomenat per la UAI a Murakami.

## Altres referències
- (WGPSN), IAU Working Group for Planetary System Nomenclature. «Gazetteer of Planetary Nomenclature. 1:1 Million-Scale Maps of the Moon» (en anglès).  UAI / USGS, 13-02-2013. [Consulta: 6 abril 2016].
- Andersson, L. E.; Whitaker, E. A.,. NASA Catalogue of Lunar Nomenclature (en anglès).  NASA RP-1097, 1982.
- Blue, Jennifer. «Gazetteer of Planetary Nomenclature» (en anglès).  USGS, 25-07-2007. [Consulta: 2 gener 2012].
- Bussey, B.; Spudis, P.. The Clementine Atlas of the Moon (en anglès).  Nueva York: Cambridge University Press, 2004. ISBN 0-521-81528-2.
- Cocks, Elijah E.; Cocks, Josiah C.. Who's Who on the Moon: A Biographical Dictionary of Lunar Nomenclature (en anglès).  Tudor Publishers, 1995. ISBN 0-936389-27-3.
- McDowell, Jonathan. «Lunar Nomenclature» (en anglès).   Jonathan's Space Report, 15-07-2007. [Consulta: 2 gener 2012].
- Menzel, D. H.; Minnaert, M.; Levin, B.; Dollfus, A.; Bell, B. «Report on Lunar Nomenclature by The Working Group of Commission 17 of the IAU» (en anglès). Space Science Reviews, 12, 1971, pàg. 136.
- Moore, Patrick. On the Moon (en anglès).  Sterling Publishing Co, 2001. ISBN 0-304-35469-4.
- Price, Fred W. The Moon Observer's Handbook (en anglès).  Cambridge University Press, 1988. ISBN 0521335000.
- Rükl, Antonín. Atlas of the Moon (en anglès).  Kalmbach Books, 1990. ISBN 0-913135-17-8.
- Webb, Rev. T. W.. Celestial Objects for Common Telescopes, 6ª edición revisada (en anglès).  Dover, 1962. ISBN 0-486-20917-2.
- Whitaker, Ewen A. Mapping and Naming the Moon (en anglès).  Cambridge University Press, 2003. 978-0-521-54414-6.
- Wlasuk, Peter T. Observing the Moon (en anglès).  Springer, 2000. ISBN 1-85233-193-3.